# Turnše
Turnše este o localitate din comuna Domžale, Slovenia, cu o populație de 252 de locuitori.